# Trong chiến hào (bài hát Liên Xô)

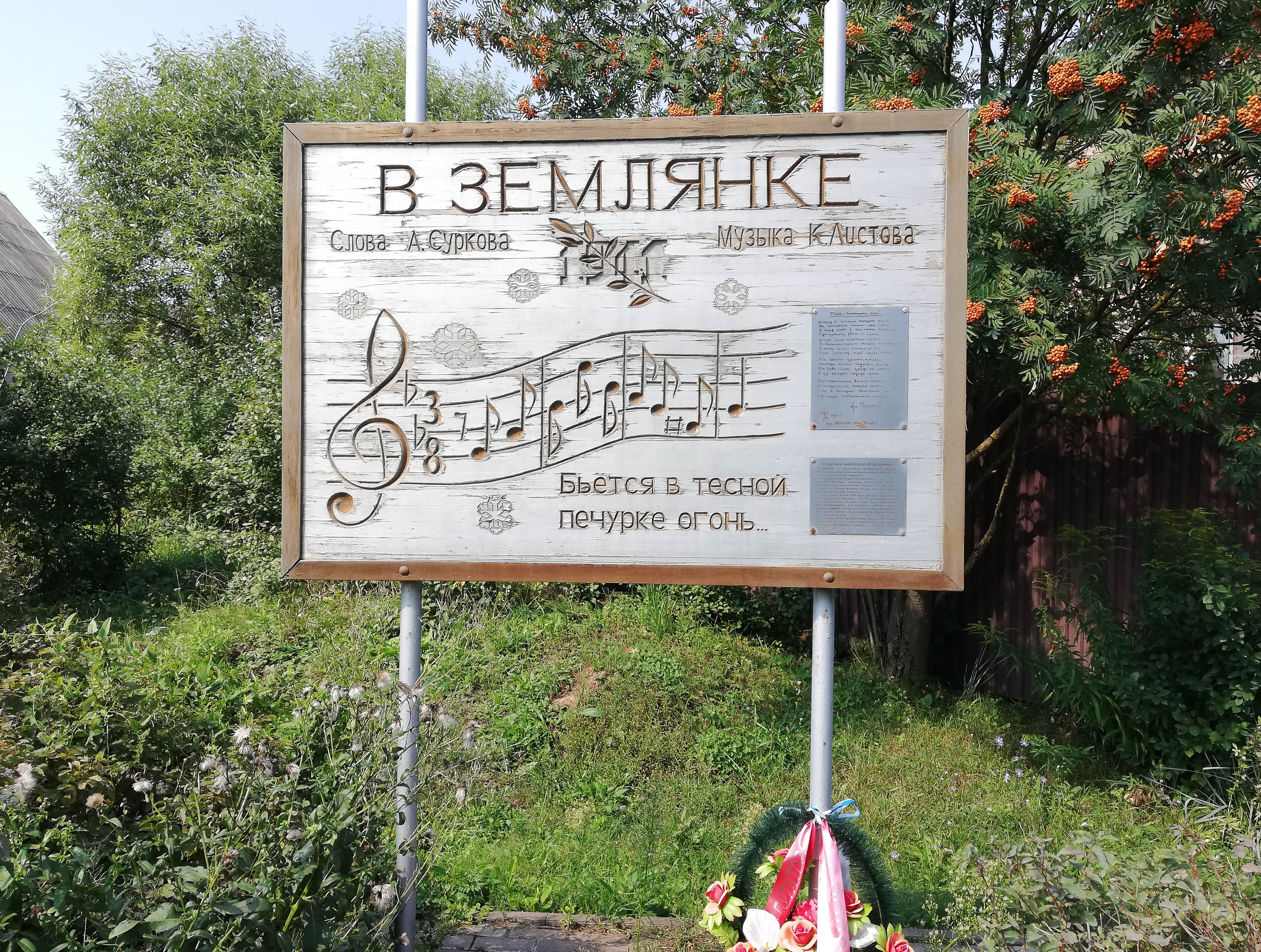
Trong chiến hào(Liên Xô)

Trong Chiến hào ("Ngọn lửa trong lò sưởi nhỏ cháy bừng ...", Tiếng Nga: В землянке) là một bài hát của Liên Xô về Chiến tranh Vệ quốc Vĩ đại. Nhạc của Konstantin Listov, lời của Alexei Surkov.

## Lịch sử sáng tác
Alexei Surkov được cử ra mặt trận làm phóng viên chiến trường cho tờ Krasnoarmeyskaya Pravda của Hồng quân vào năm 1941, để đưa tin về Trận Moskva. Tại đây, ông đã sáng tác một bài thơ mang tên "Ngọn lửa cháy trong lò sưởi". Bài thơ xuất hiện trên báo Frontovaya Pravda vào năm 1942, và nhà soạn nhạc Konstantin Listov, khi tìm kiếm lời bài hát cho một bài hát mới, đã sử dụng nó ngay lập tức. Nhà văn Yevgeny Vorobyov đã ghi lại giai điệu và lời văn, và bài hát đã được xuất bản ngay sau đó trên Komsomolskaya Pravda. Bài hát lan truyền rất nhanh ngoài tiền tuyến, và trở nên rất phổ biến. Tuy nhiên, trong tháng 8 năm 1942, bài hát đã bị cấm không chính thức, cụm từ "Đến cái chết chỉ bốn bước chân" đã bị coi là suy đồi. Tuy nhiên các nghệ sĩ đã "nhắm mắt làm ngơ" trước lệnh cấm áp dụng cho bài hát. Cuối cùng, bài hát này do Lidia Ruslanova trình diễn đã vang lên tại các bức tường của Reichstag và ở Cổng Brandenburg. Kể từ đó, nó trở thành một trong các tiết mục truyền thống của các bài hát thời kỳ Thế chiến thứ hai.

## Lời bài hát

##### Tiếng Nga
Бьется в тесной печурке огонь,
На поленьях смола, как слеза,
И поет мне в землянке гармонь
Про улыбку твою и глаза.

Про тебя мне шептали кусты
В белоснежных полях под Москвой.
Я хочу, чтобы слышала ты,
Как тоскует мой голос живой.

Ты сейчас далеко-далеко.
Между нами снега и снега.
До тебя мне дойти нелегко,
А до смерти - четыре шага.

Пой, гармоника, вьюге назло,
Заплутавшее счастье зови.
Мне в холодной землянке тепло
От моей негасимой любви.

##### Chuyển tựLatinh
B'yetsya v tesnoy pechurke ogon',
Na polen'yakh smola, kak sleza,
I poyet mne v zemlyanke garmon'
Pro ulybku tvoyu i glaza.
Pro tebya mne sheptali kusty
V belosnezhnykh polyakh pod Moskvoy.
Ya khochu, chtoby slyshala ty,
Kak toskuyet moy golos zhivoy.
Ty seychas daleko-daleko.
Mezhdu nami snega i snega.
Do tebya mne doyti nelegko,
A do smerti - chetyre shaga.
Py, garmonika, v'yuge nazlo,
Zaplutavsheye schast'ye zovi.
Mne v kholodnoy zemlyanke teplo
Ot moyey negasimoy lyubvi.

##### Tạm dịchTiếng Việt
Ngọn lửa trong lò sưởi nhỏ cháy bừng
Nhựa trên củi giống như là nước mắt
Đàn phong cầm trong căn hầm đang hát
Về nụ cười, về ánh mắt của em.

Những bụi cây từng thủ thỉ về em
Trên những cánh đồng Moskva trắng tuyết
Anh rất muốn để cho em nghe được
Giọng nói của anh sống động đang buồn.

Em bây giờ đang ở rất xa xăm
Giữa hai ta tuyết trắng và tuyết trắng.
Đến cái chết – bốn bước chân, gần lắm
Còn đến với em – không chút dễ dàng.

Đàn hãy hát lên bão tuyết coi thường
Hãy gọi về niềm hạnh phúc thất lạc.
Trong hầm lạnh anh vô cùng ấm áp
Bởi tình yêu đang rạo rực trong lòng.